# Neoperla limbatella
Neoperla limbatella is een steenvlieg uit de familie borstelsteenvliegen (Perlidae). De wetenschappelijke naam van de soort is voor het eerst geldig gepubliceerd in 1933 door Navás.